# Municipio de Los Arabos
Municipio de Los Arabos är en kommun i Kuba.   Den ligger i provinsen Matanzas, i den nordvästra delen av landet, 180 km öster om huvudstaden Havanna. Antalet invånare är 25 702. Arean är 762 kvadratkilometer.
Terrängen i Municipio de Los Arabos är platt.